# Gruzja na Letnich Igrzyskach Paraolimpijskich 2008
Gruzję na Letnich Igrzyskach Paraolimpijskich 2008 reprezentował 1 zawodnik.

## Kadra

### Podnoszenie ciężarów
- Iago Gorgodze